# درك

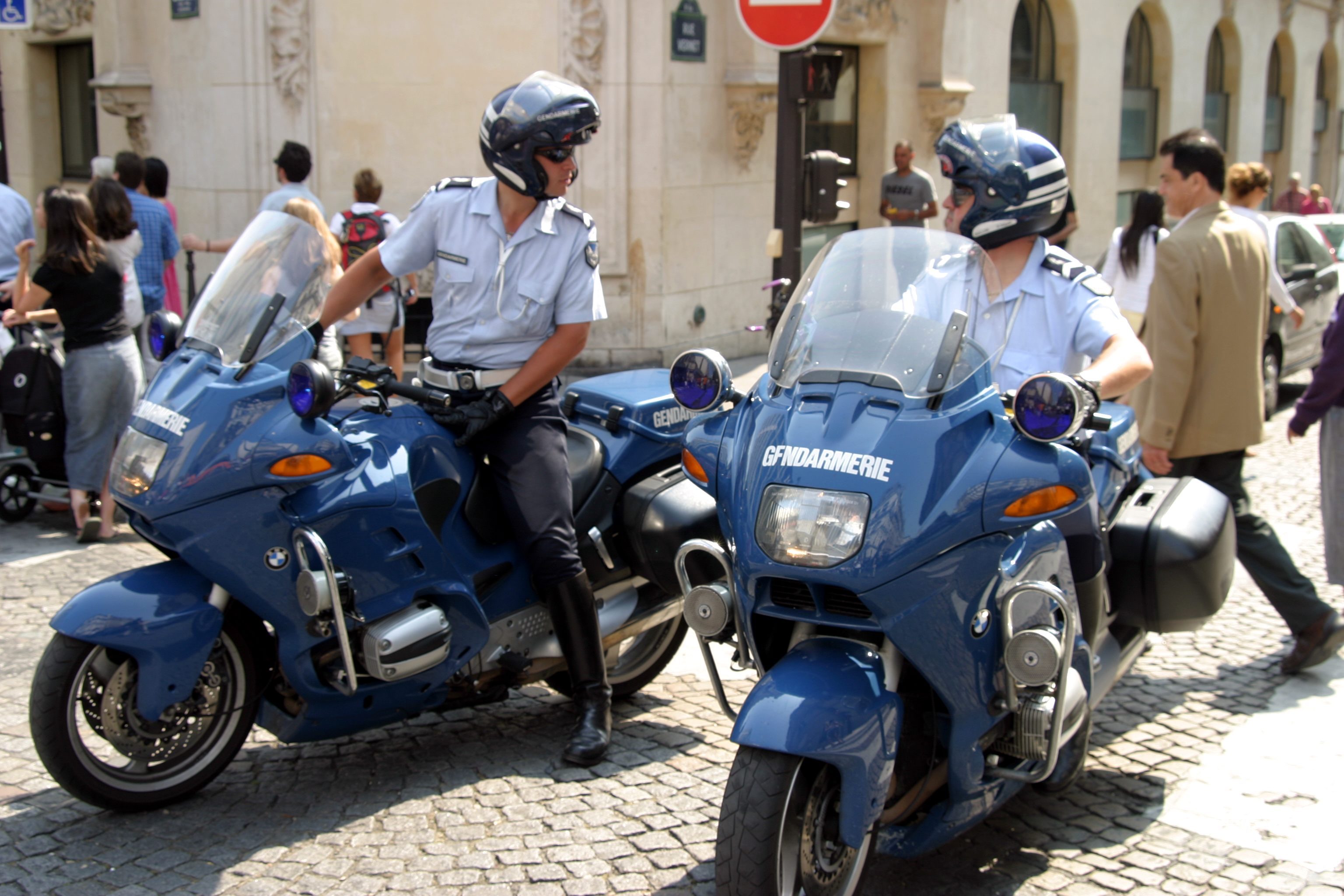
الدرك في باريس

الدَرَك أو الجًنْدَرْمة أو الحَرَس (بالفرنسية: Gendarmerie)‏، قوة عسكرية نظامية مكلفة للقيام بمهام متعددة (إدارية، قضائية، عسكرية) هذا النوع يختلف عن باقي القوات المسلحة لارتباطها بالمواطنين في إطار قيامها ببعض واجبات الشرطة بالإضافة إلى المحافظة على الأمن والنظام مع مساعدة القضاة وتقديم المساعدة أثناء الحوادث وهي كقوة مسلحة كذلك تقوم بالدفاع الوطني الشعبي عند حلول أي خطر شانه شأن أي قوة عسكرية.

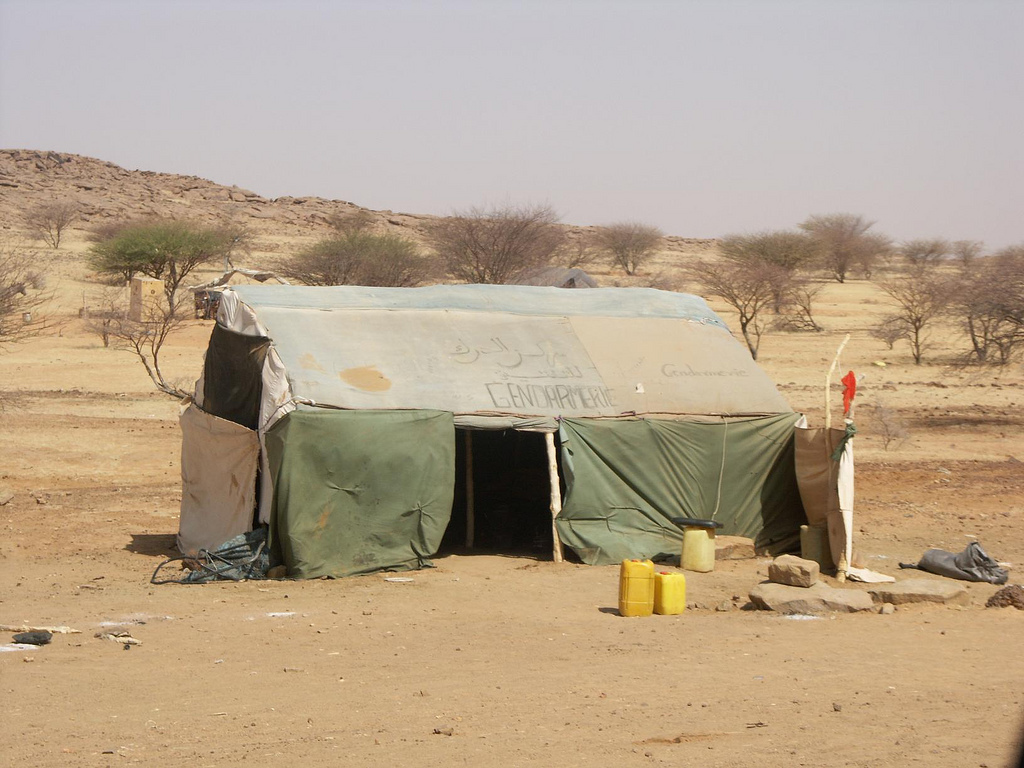
خيمة للدرك في بادية موريتانيا

## التاريخ

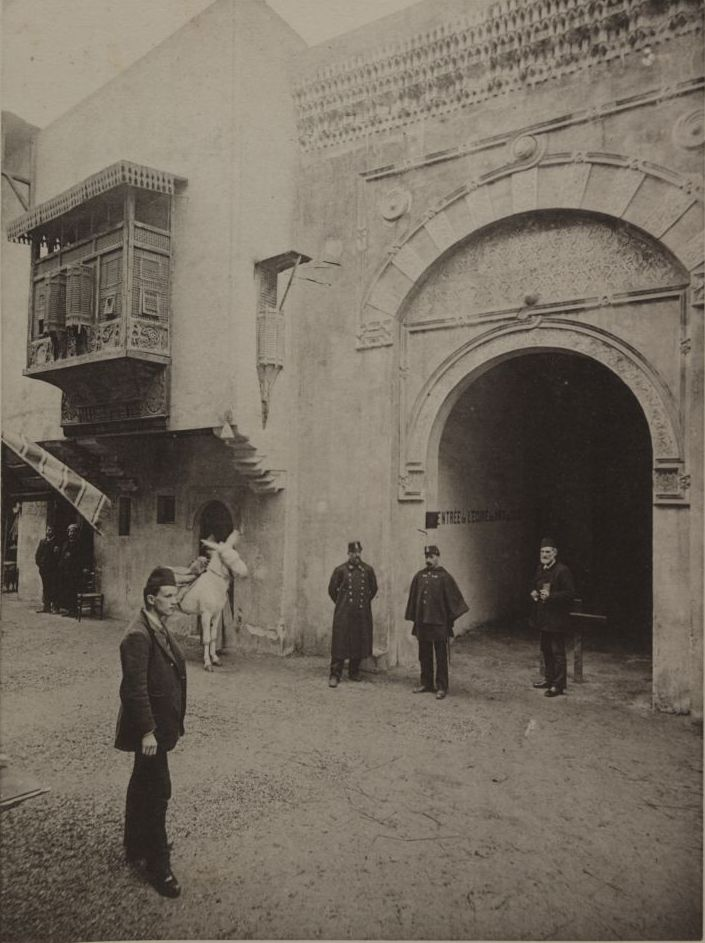
الدرك الفرنسي أثناء احتلال مصر 1889م

أول من أرسى قواعد عمل قوات الدرك كهيئة عسكرية مكلفة بحفظ الأمن بين السكان المدنيين هي فرنسا عندما أنشأت قوات مماثلة تحت مسمى «جندرمة» في القرن الثاني عشر الميلادي، وقد انتقل هذه التنظيم إلى العديد من الدول الأخرى التي كانت لها صلة بفرنسا، أو البلدان التي كانت في وقت من الأوقات تخضع لسيطرتها مباشرة مثل المستعمرات، والأقطار الواقعة تحت الانتداب الفرنسى آنذاك.

## التسمية
وتستخدم في اللغة العربية تسميات الدرك أو الحرس الوطني ومعنى كلمة «الدَّرَك» في اللغة العربية هو اللحاق.
الجندارم كلمة تأتي من اللغة الفرنسية (gens d'armes)، وتعني رجل السلاح، استخدم المصطلح تاريخيا ليشير إلى قوات النخبة من الفرسان المدججين بالسلاح من النبلاء، الذين يخدمون في الجيش الفرنسي. اختفت هذه الفرقة في نهاية القرن الثامن وقد اكتسب المصطلح دلالة جديدة بعد الثورة الفرنسية، عندما تمت إعادة تسمية شرطة النظام القديم.

## الدرك في البلدان العربية
| - المغرب: الدرك الملكي المغربي - الجزائر: قوات الدرك الوطني. - الأردن: قوات الدرك الأردني - مصر: الأمن المركزي. - لبنان: قوى الأمن الداخلي. | - العراق: شرطة اتحادية. - السعودية: الحرس الوطني السعودي. - الكويت: الحرس الوطني الكويتي. - البحرين: الحرس الوطني البحريني. - تونس: الحرس الوطني التونسي. | - قطر:لخويا. - موريتانيا: الدرك الوطني |